# Affichage tête haute (jeu vidéo)
Pour les articles homonymes, voir Affichage tête haute (homonymie), ATH et HUD.

Le UI du jeu World of Warcraft.

L’affichage tête haute (en anglais : heads-up display - HUD) est un ensemble d'informations affiché en périphérie du centre de l'écran et renseignant le joueur sur son personnage ou son environnement : score, niveau, santé de son personnage, arme utilisée, nombre de munitions restantes, carte, position du joueur, position des ennemis ou des opposants, informations de mission, communication alliée, chat avec joueurs en ligne...
Son nom vient des dispositifs servant au pilotage des avions de chasse qui s'affichent sur écran transparent face au pilote ou directement dans la visière du casque.
Ainsi doté, le joueur peut aisément avoir un œil sur les éléments qui pourront le conduire à remporter la mission qui lui est attribuée tout en se concentrant sur l'action du jeu (mire de visée au centre de l'écran pour les jeux de tir en vue subjective, par exemple).
Les HUD se trouvaient, à l'origine, sur les jeux qui mettaient le joueur dans la peau d'une personne (jeu en vue subjective) ou au pilotage d'un véhicule (avion, vaisseau spatial, voiture, moto, bot de combat, bateau, sous-marin...). Par extension, le terme HUD a remplacé de manière abusive le terme IHM (Interface Homme/Machine) pour l'ensemble des jeux, notamment les jeux de stratégie en temps réel, qui ne présentent pas de véritable HUD au sens d'informations affichées mais une véritable interface de gestion.

## Informations affichées
Les informations affichées sur le HUD dépendent largement du jeu. Voici par exemple le HUD classique d'un jeu de tir à la première personne ou d'un jeu d'aventure :
- Santé et/ou nombre de vies : cela concerne essentiellement le personnage du joueur, mais également tous les autres personnages, alliés ou ennemis (notamment les boss).
- Temps
- Armes et munitions
- Progression
- Carte
- Curseur

Dans les jeux de stratégie, on trouve un HUD un peu différent :
- Carte (positions ennemies, objectifs, relief...)
- Unité ou bâtiment sélectionné
- Ressources
- Population
- Commandes du bâtiment ou de l'unité sélectionnée

## Affichage et intégration
Dans un souci d'immersion et de suspension consentie de l'incrédulité, le HUD d'un jeu en vue subjective peut s'inscrire dans la thématique du jeu et ressembler à un véritable affichage tête haute. Par exemple, dans Metroid Prime, le HUD se présente comme le casque de l'héroïne. L'affichage est incurvé pour simuler la visière bombée, l'eau y ruisselle et le visage de l'héroïne s'y reflète lors des explosions,. Un autre exemple est le jeu Star Wars: Republic Commando, où l'ATH est incurvé, la pluie ruisselant dessus aussi, et les indications de santé et de bouclier intégrés à la visière et ce, afin de donner l'illusion d'être à l'intérieur d'un casque de soldat clone.
En ce qui concerne les STR, le HUD ressemble plus à un affichage tactique sur une carte militaire : la carte est généralement dans un coin, et les autres informations sont réparties sur le bas de l'écran, afin que le joueur puisse pleinement voir la situation de ses troupes et de ses structures.

## Disparition
Certains jeux (souvent les jeux de tir en vue subjective) proposent également des modes qui éliminent le HUD durant la partie pour ainsi donner l'impression d'immersion réaliste, comme dans la vraie vie où l'on ne perçoit uniquement ce que l'on peut voir avec l'œil (ex. : suppression de radar, notifications masquées...).
Bien sûr, sans les informations du HUD, la difficulté y est plus importante pour s'orienter et organiser les items acquis.

### Écrans haute-définition
Les premiers écrans haute définition, plus précisément les écrans plasma (à contrario des écrans LCD) pouvaient subir des brûlures d'écran dues à l'affichage prolongé d'éléments fixes tels qu'un HUD. Depuis 2006/2007, cet inconvénient a été largement éliminé grâce à la généralisation de l’usage d’économiseurs d’écran intégrés et grâce à d’importantes améliorations des luminophores (système APS: Anti Pixel Shift). Ce système consistant à faire déplacer un pixel lumineux (invisible à l’œil nu) sur l’écran : chaque capsule de phosphore est ainsi à un moment ou à un autre sollicitée, ce qui évite l’apparition de zones de « brûlure » liées à l’affichage d’images fixes (logos…).

### Gameplayimmersif
Des informations classiquement affichées sur un HUD sont parfois intégrées au décor du jeu de manière diégétique dans un souci d'immersion, comme dans le jeu Dead Space, où la barre de vie est représenté par un élément de la combinaison du personnage ; ou encore Jurassic Park: Trespasser, où le système de vie est remplacé par un tatouage en forme de cœur sur la poitrine de l’héroïne et qui se remplit à mesure que le joueur prend des dégâts.